# Vive la France !
Pour plus de détails, voir Fiche technique et Distribution.
Pour les articles homonymes, voir Vive la France.
Vive la France ! est un film muet américain réalisé par Roy William Neill et sorti en 1918.

## Synopsis
Pour honorer la mémoire de ses parents mort à la guerre, une jeune actrice, Geneviève Bouchette, retourne dans son village natal de Deschon, en France pour s’engager au sein de la Croix-Rouge. Lorsque les soldats Allemands s’emparent de la ville, Geneviève subit une humiliation.
Son amoureux, Jean Picard, volontaire dans l’armée française, est grièvement blessé alors qu’il tentait de livrer des ordres importants au colonel Bouchier. Elle lui sauve la vie en annonçant à ses poursuivants qu’il est mort. Après avoir livré elle-même les papiers, Geneviève rend visite à son amant à l’hôpital, mais il ne la reconnaît pas, ayant perdu la mémoire à cause d’un choc d’obus. Lorsque Jean voit la croix de honte sur la poitrine de Geneviève, cependant, sa mémoire revient et les deux jurent leur fidélité.

## Fiche technique
- Titre : Vive la France !
- Réalisation : Roy William Neill
- Scénario : C. Gardner Sullivan, d'après une nouvelle de H.H. Van Loan
- Chef opérateur : George Barnes, John Stumar (en)
- Direction artistique : G. Harold Percival
- Supervision : Thomas H. Ince
- Distribution : Famous Players-Lasky Corporation
- Genre : Guerre
- Date de sortie : 
  - États-Unis : 15 septembre 1918

## Distribution
- Dorothy Dalton : Genevieve Bouchette
- Edmund Lowe : Jean Picard
- Fred Starr : Capitaine Heinrich May
- Tom Guise : Colonel Bouchier
- Bert Woodruff : Pierre Le Gai
- Bert Sprotte : le sergent allemand
- Eunice Woodruff